# Eugeen de Vicq
Eugeen de Vicq (Brussel, 1620 - Brugge, 2 mei 1702) was een Brugs theoloog en deken van het Sint-Donaaskapittel in de Sint-Donaaskathedraal.

## Levensloop
De Vicq was een zoon van ridder Henri de Vicq (1573-1651) en van Hippolyte van Male. Zijn vader was griffier van het Brugse Vrije en klom op tot voorzitter van de Grote Raad van Mechelen.
Andere kinderen waren Marie-Louise, Aurèle-Augustin en Philippe-Albert de Vicq.
Eugeen werd priester gewijd en behaalde de licentiaten in het canoniek en burgerlijke recht. In 1644 werd hij benoemd tot kanunnik van het Sint-Donaaskapittel en op 3 februari 1658 werd hij deken van het kapittel. Hij had als wapenspreuk Candide et Ingenue.
Hij was bij herhaling gedeputeerde van de clerus in de Raad van Vlaanderen. Tijdens het episcopaat van de ziekelijke en vaak afwezige bisschop Robert de Haynin (1613-1668) werd De Vicq belangrijker als informele plaatsvervanger. In 1668 werd hij vicaris-generaal van het vacante bisdom en bleef dit tot aan de installatie van een volgende bisschop in 1671. Hij had duidelijk gehoopt zelf voor de opvolging in aanmerking te komen, maar men verkoos iemand met grotere bekendheid, François de Baillencourt (1610-1681). 
De Vicq kwam in conflict met die nieuwe bisschop en deed pogingen om zijn gezag te ondermijnen. Zo betwistte hij het voorzitterschap van het kapittel. Baillencourt oordeelde dat dit hem als proost van het kapittel toekwam, daar waar de Vicq meende dat dit voorzitterschap aan de deken toekwam. Na verschillende jaren procederen, besliste de Grote Raad van Mechelen in 1678 in het voordeel van de bisschop. De Vicq liet nadien niet meer van zich horen, ook niet onder de volgende bisschoppen Humbertus Guilielmus de Precipiano en Willem Bassery. 
De biograaf Pieter Ledoulx schreef dat de Vicq een man was met vele deugden, die milde giften deed. Zo schonk hij in 1687 aan de kathedraal een kostbare beschilderde relikwiekoffer, voor het bewaren van beenderen van de Heilige Basilius.
Het Portret van een theoloog in 1668 door Jacob I van Oost de Oude geschilderd, eigendom van de stad Brugge, is wellicht het portret van Eugeen de Vicq. Hij is ook afgebeeld op een ets door Alexander Voet en op een tweede ets gepubliceerd door Lucas Vorsterman. Zijn ouders werden beiden geportretteerd door Peter Paul Rubens. Het portret van Henri de Vicq bevindt zich in het Louvre, dat van Hippolyte van Male in het Museum of Art in Tel Aviv.

## Bron
Sint-Donaaskerk. Nieuw Kerkarchief, Brugge, Rijksarchief: Bundel van een proces gevoerd door Eugène de Vicq, deken van het kapittel, tegen de bisschop, over het recht de kapittelvergaderingen voor te zitten, 1673-1678